# Wanted (serie televisiva 2005)
Wanted  è una serie televisiva statunitense in 13 episodi trasmessi per la prima volta nel corso di una sola stagione nel 2005.

## Trama
Una task force d'élite con membri selezionati da diversi rami delle forze dell'ordine statunitensi (DEA, United States Marshals Service, LAPD, ATF, FBI) è al lavoro per rintracciare i 100 latitanti più ricercati di Los Angeles.
I membri della task force comprendono Conrad Rose, il leader e membro della SWAT che è considerato il capo morale del gruppo, Jimmy McGloin, un agente ATF, Carla Merced, una ex funzionaria della Naval Intelligence ed esperta negoziatrice di ostaggi, Tommy Rodriquez, un agente dell'FBI, Gronbeck Rodney, un ufficiale di polizia di Los Angeles e genio della tecnologia, Joe Vacco, un agente della DEA che vive presso la sede della squadra dopo essere stato sbattuto fuori dalla sua casa, ed Eddie Drake, un veterano al servizio degli US Marshals e laureato presso la Metro Police Academy. La squadra rintraccia i criminali spesso utilizzando metodi non convenzionali (e legalmente discutibili) e scoprendo c'è una linea sottile tra la giustizia e la legge. La serie fu cancellata dopo la prima stagione.

## Personaggi
- tenente Conrad Rose (13 episodi, 2005), interpretato da	Gary Cole.
- agente ATF Jimmy McGloin (13 episodi, 2005), interpretato da	Ryan Hurst.
- detective Carla Merced (13 episodi, 2005), interpretata da	Rashida Jones.
- Special agente speciale FBI Tommy Rodriguez (13 episodi, 2005), interpretato da	Benjamín Benítez.
- ufficiale Rodney Gronbeck (13 episodi, 2005), interpretato da	Josey Scott.
- U.S. Marshal Eddie Drake (12 episodi, 2005), interpretato da	Lee Tergesen.
- Mariah Belichek (8 episodi, 2005), interpretata da	Karen Sillas.
- capitano Manuel Valenza (7 episodi, 2005), interpretato da	Joaquim de Almeida.
- Tony Rose (4 episodi, 2005), interpretato da	Chris Massoglia.
- ufficiale Wilson (4 episodi, 2005), interpretato da	Hawk Younkins.
- Lucinda Rose (3 episodi, 2005), interpretata da	Dedee Pfeiffer.
- Millie Rose (2 episodi, 2005), interpretata da	Sasha Pieterse.
- Hollis Adams (2 episodi, 2005), interpretato da	Hayden Adams.
- padre di Jimmy (2 episodi, 2005), interpretato da	Graham Beckel.
- Irene (2 episodi, 2005), interpretata da	Madeline Carroll.
- Dana Fontana (2 episodi, 2005), interpretato da	Chad Morgan.

## Produzione
La serie, ideata da Louis St. Clair e Jorge Zamacona, fu prodotta da Badlands Entertainment, Spelling Television e Turner Broadcasting System e girata negli studios della Sony Pictures a Culver City in California.

### Registi
Tra i registi della serie sono accreditati:
- Guy Norman Bee (2 episodi, 2005)
- Steven DePaul
- Félix Enríquez Alcalá
- Alex Zakrzewski

## Distribuzione
La serie fu trasmessa negli Stati Uniti nel 2005 sulla rete televisiva TNT. 
In Italia è stata trasmessa su Fox dall'aprile del 2006 con il titolo Wanted.
Alcune delle uscite internazionali sono state:
- negli Stati Uniti il 31 luglio 2005 (Wanted)
- in Svezia il 12 febbraio 2006
- in Ungheria (Élve vagy halva)
- in Grecia (Oi fylakes tou nomou)
- in Italia (Wanted)

## Episodi
| Stagione       | Episodi | Prima TV USA |
| -------------- | ------- | ------------ |
| Prima stagione | 13      | 2005         |